# エドゥアルト (アンハルト公)
エドゥアルト（Eduard, 1861年4月18日 - 1918年9月13日）は、アンハルト公国の公（在位：1918年）。全名はエドゥアルト・ゲオルク・ヴィルヘルム・マクシミリアン（Eduard Georg Wilhelm Maximilian）。フリードリヒ1世の三男で、フリードリヒ2世の弟。
1861年4月18日、フリードリヒ1世とその妃であったザクセン＝アルテンブルク公子エドゥアルトの娘アントイネッテ（1838年 - 1908年）の間に第四子としてデッサウで生まれた。公位を継いだ兄フリードリヒ2世には子供がいなかったため、1918年4月21日に兄の崩御により公位に即いた。しかしエドゥアルトも同年9月13日にベルヒテスガーデンで崩御。17歳の次男ヨアヒム・エルンストが公位を嗣ぎ、弟のアリベルトが摂政となった。

## 子女
エドゥアルトは1895年2月6日にアルテンブルクでザクセン＝アルテンブルク公子モーリッツの娘ルイーゼ（1873年 - 1953年）と結婚し、以下の四男二女をもうけた。しかし1918年1月26日に彼女とは離婚している。
- フリーデリケ・マルガレーテ・アントイネッテ・マリー・アウグステ・アグネス・テレーゼ・エリーザベト（1896年 - 1896年）
- レオポルト・フリードリヒ・モーリッツ・エルンスト・コンスタンティン・アリベルト・エドゥアルト（1897年 - 1898年）
- マリー・アウグステ・アントネッテ・フリーデリケ・アレクサンドラ・ヒルダ・ルイーゼ（1898年 - 1983年） - プロイセン王子ヨアヒム妃、のちヨハネス＝ミヒャエル・フォン・ロエン男爵（Johannes-Michael Frhr von Loën）夫人
- ヨアヒム・エルンスト・ヴィルヘルム・カール・アルブレヒト・レオポルト・フリードリヒ・モーリッツ・エルトマン（1901年 - 1947年） - アンハルト公
- オイゲン・フリードリヒ・エルンスト・アウグスト・ハインリヒ・アドルフ・アリベルト（1903年 - 1980年）
- ヴォルフガング・アルブレヒト・モーリッツ・フリードリヒ・ヴィルヘルム・エルンスト（1912年 - 1936年）